# Лощёнова, Клавдия Михайловна
Клавдия Михайловна Лощёнова — советский хозяйственный, государственный и политический деятель, Герой Социалистического Труда.

## Биография
Родилась в 1914 году в селе Дединово. Член КПСС с  года.
С 1927 года — на хозяйственной, общественной и политической работе. В 1927—1972 гг. — работница местной сельхозартели, работница в полеводческой бригаде по выращиванию овощей колхоза имени И.В. Сталина, доярка колхоза имени Сталина Луховицкого района Московской области, участница Всесоюзной сельскохозяйственной выставки, участница сооружения оборонительных сооружений в Московской области, доярка колхоза имени Ленина Луховицкого района Московской области 
Указом Президиума Верховного Совета СССР от 7 апреля 1949 года присвоено звание Героя Социалистического Труда с вручением ордена Ленина и золотой медали «Серп и Молот».
Умерла в селе Дединово в 2008 году.